# Muschelgrotte

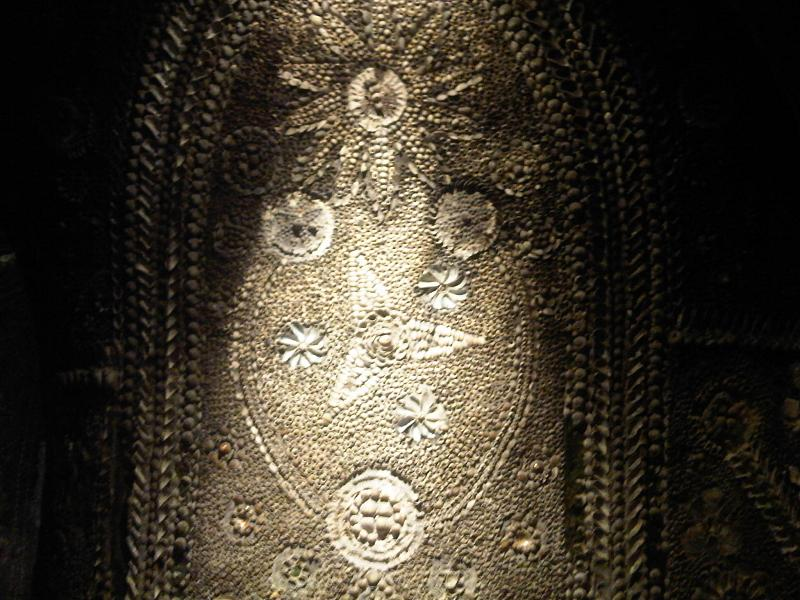
Muschelgrotte von Margate

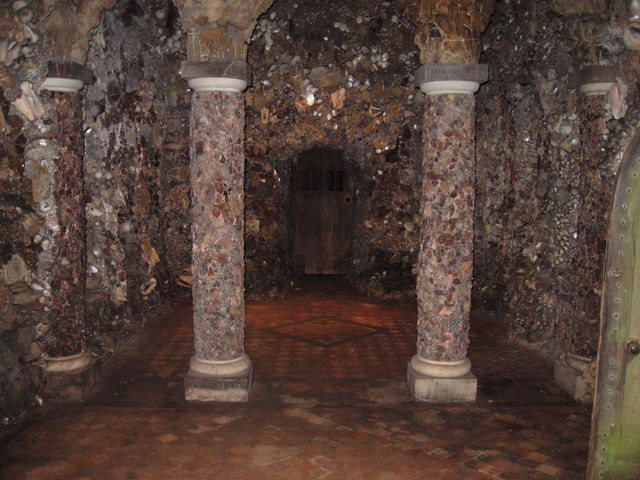
Muschelgrotte Goldney Hall in Bristol

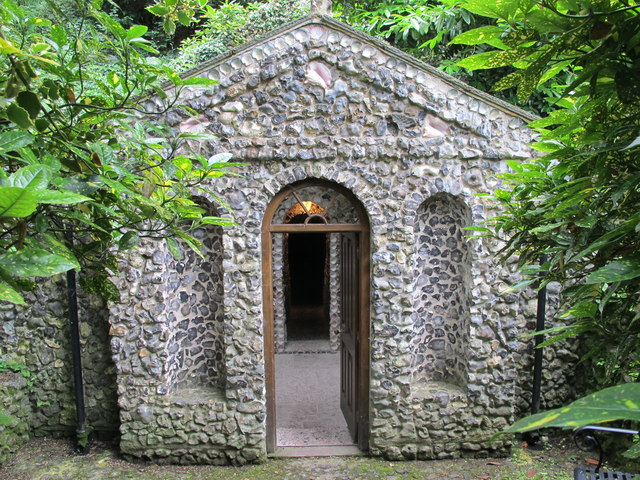
Eingangshalle zu Scott’s Grotto

Eine Muschelgrotte, englisch shell grotto, ist ein dekorativer Zierbau (englisch folly), der sich mit dem Stil des Barock und Rokoko entwickelte. Dabei werden vor allem die inneren Wände eines Zierbaus, der Grotte, mit Mosaiken aus Muschelschalen ausgekleidet. Sie finden sich zuerst als Anbau der Palastarchitektur des englischen Landadels, dem English country house, wurden jedoch als Idee für andere Zierbauten in der Gartenarchitektur im europäischen Raum übernommen, auch abseits des Hauptgebäudes.

## Geschichte
Die ersten Formen wurden im Hause als Vorraum zu anderen Räumen entwickelt, insbesondere im Untergeschoss, und sollten eine Meereshöhle imitieren. Sie lehnten sich dabei an den Stil der italienischen Renaissance an, mit Bezügen zum römischen Nymphäum, der Einfassung einer Quelle oder eines Brunnens. Spätere Formen entfernen sich vom Thema Wasser und betonen vor allem die Exklusivität der Höhle selbst.
Die erste bekannte Muschelgrotte wurde 1624 im Kellergeschoss des Banqueting House am Whitehall-Palast untergebracht, hat jedoch die Zeit nicht überdauert. Zwei Jahre später wurde eine Muschelgrotte in Woburn Abbey errichtet. Diese wie auch die Muschelgrotte in Skipton Castle von 1627 sind die einzigen Vertreter dieser frühen Formen des 17. Jahrhunderts.
Die meisten Muschelgrotten wurden im 18. Jahrhundert errichtet, mit etwa 200 davon, die bis heute besichtigt werden können. Sie entwickelten sich weg von Mosaiken zu einem natürlicheren Stil und waren eher der Teil eines Gartenpavillons oder künstlichen Wasserfalls. Sie wurden gern verwendet, um den Reichtum des Besitzers herauszustellen – so ist bekannt, dass die Muschelgrotte von 1781 in Oatlands Palace 25.000 Pfund kostete und eine Bauzeit von 11 Jahren hatte. Die größte Muschelgrotte befindet sich in Margate mit 190 m² an Mosaiken, in die geschätzt 4,6 Millionen Muschelschalen eingebaut wurden, wobei die Urheberschaft dieses Werkes ungeklärt ist.

## Beispiele
- Muschelgrotte im Neuen Garten
- Muschelhaus von Goodwood House